# 洪坑登云桥
洪坑登云桥，是位于中国福建省宁德市柘荣县楮坪乡洪坑村北侧的一个元代古建筑，2007年7月入选第七批柘荣县文物保护单位。
洪坑登云桥是一座单孔石拱廊屋桥，现存的木构部分则是清朝的建筑。南北走向，长19.2米，宽4.2米，跨度为5.2米，距水面高5.3米，桥屋为6个开间，内有28根柱，悬山顶穿斗式构架。桥的旁侧有元朝至正二十四年（1364年）的摩崖石刻，刻有桥名及桥记，现已风化难辨。